# Gallneukirchner Becken

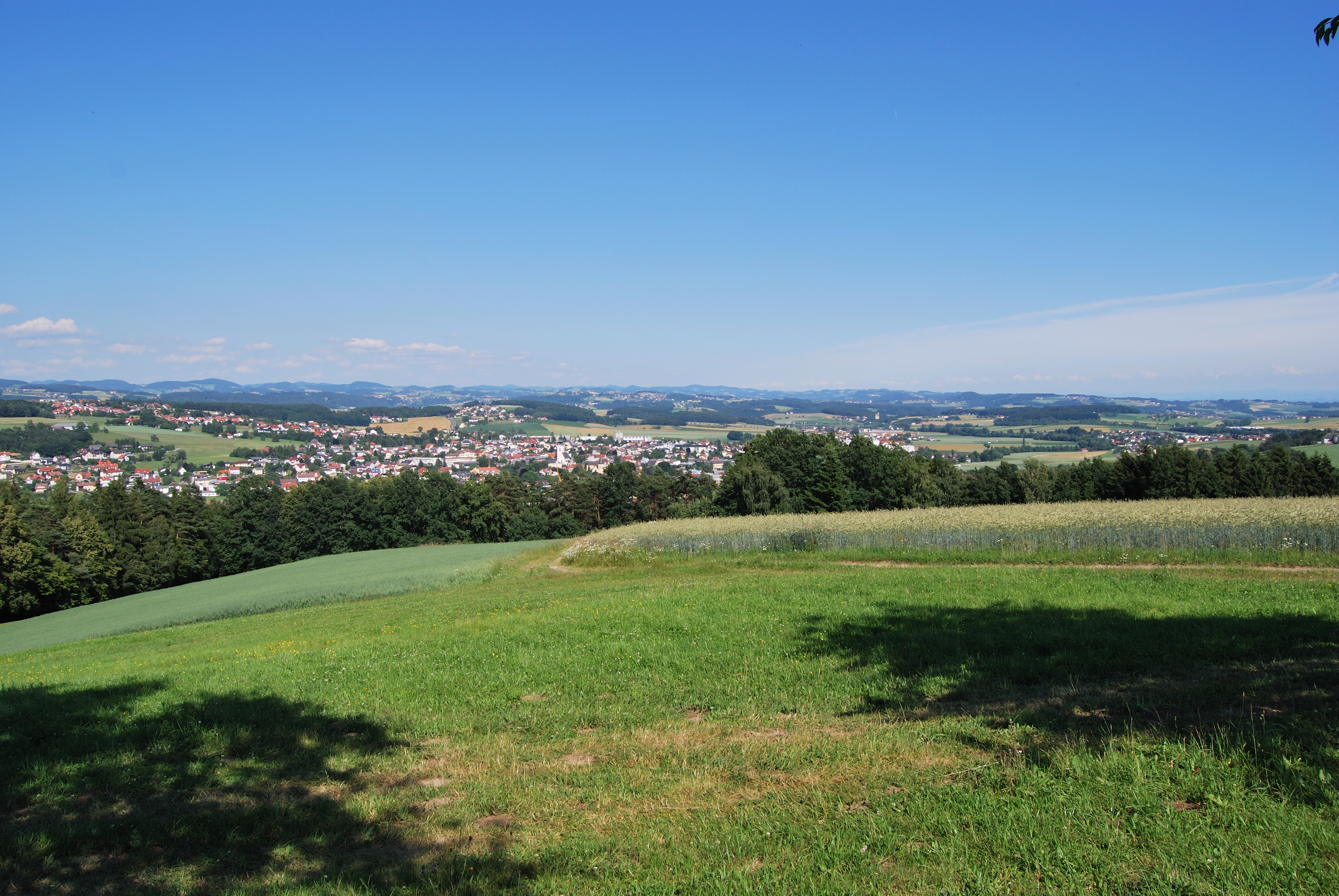
Das Gallneukirchner Becken vom Gallusberg (Gallneukirchen) aus gesehen.

Das Gallneukirchner Becken ist die größte tertiäre Beckenlandschaft im Mühlviertel in Oberösterreich. Sehr selten wird das Becken auch als Riedmark bezeichnet, die jedoch umfangreicher als das Becken war. Namensgebend ist die Stadt Gallneukirchen. Das Becken liegt im österreichischen Granit- und Gneishochland und ist rund 17 Kilometer lang und bis zu 4 Kilometer breit. Bereits aus der Jungsteinzeit (ab etwa 5000 v. Chr.) finden sich Siedlungsspuren und Handelswege führten schon früh durch das Becken. Erst im Mittelalter erfolgte die planmäßige Besiedlung und Rodung des Waldes unter den Babenbergern.

## Geographie

### Lage
Das Becken liegt rund zehn Kilometer nordöstlich der Landeshauptstadt Linz und verläuft von Nordwest (Zentrum der Stadt Gallneukirchen) nach Südost (Zirking), dort grenzt es an das Machland. Im Norden gibt es einen Ausläufer bis Pregarten, im Westen einen nach Treffling. Der größte Teil liegt in einer Höhe von 300 m ü. A. bis 340 m ü. A. Das Becken ist eng mit der geologischen und geomorphologischen Raumeinheit Zentralmühlviertler Hochland verzahnt.

### Gewässer
Das Becken wird durch die Gusen entwässert, die bei Breitenbruck (Gemeinde Katsdorf) aus dem Zusammenfluss der Kleinen und Großen Gusen entsteht. Alle anderen Bäche, wie der Marbach, spielen keine nennenswerte Rolle. Die Fließgewässer lagern Alluvionen ab, wo zahlreiche Fossilien gefunden wurden. Stillgewässer existieren bis auf kleinere Fischteiche keine. Zudem besteht in den Gemeinden Gallneukirchen und Engerwitzdorf ein Grundwasserschongebiet mit der Bezeichnung Oberes Gallneukirchner Becken.

### Klima
Durch die Südexposition des Beckens zählt es zu den klimatisch begünstigten Lagen Oberösterreichs, die Jahresmitteltemperatur liegt zwischen acht und neun Grad Celsius. Kühlster Monat ist der Jänner mit mittleren Temperaturen von −1,5 bis −2,1 °C und wärmster Monat der Juli mit einem Temperaturmittel zwischen 17,7 und 18,8 °C. Die Niederschläge liegen im Gallneukirchner Becken zwischen 700 und 800 mm pro Jahr. Das Becken weist eine Inversionswetterlage auf, eine durchgehende Schneedecke im Winter ist selten.

## Geologie
Das Gallneukirchner Becken ist ein nordwest-südost verlaufender asymmetrischer Grabenbruch am Südrand der Böhmischen Masse, der von einer markanten geologischen Störung an seinem Südwestrand begrenzt wird. In seiner geologischen Vergangenheit war das Becken eine Bucht des tertiären Molassemeeres. Daher kann man hier zahlreiche Fossilien von Meerestieren finden.
Das Grundgebirge des Beckens besteht aus Granitgesteinen der Böhmischen Masse. Es handelt sich dabei überwiegend um Mauthausener Granit. Weniger häufig sind Kristallgranite zu finden. Dem Granit-Sockel liegen oligozäne Ablagerungen aus Pielacher Tegel auf. Darüber lagern Linzer Sande, die den Hauptgrundwasserleiter bilden. Den oberen Abschluss der Abfolge bildet der sogenannte Schlier aus dem Miozän, der fast im gesamten Becken verbreitet ist. Die Ablagerungen haben eine maximale Mächtigkeit von rund 200 Metern, wobei der Schlier rund 100 Meter mächtig sein kann. Im südlichen Teil findet sich auch Terrassenschotter und Löss, dort befinden sich auch größere Steinbrüche, in denen die Pflastersteine für die Bundeshauptstadt Wien gewonnen wurden. Sandstein findet sich vor allem im Nordosten des Beckens, am Ostrand des Trefflinger Sattels.

## Verkehr
Seit vielen Jahrhunderten führen wichtige Handelswege vom Donauraum nach Südböhmen über das Gallneukirchner Becken. 1832 verlief die Pferdeeisenbahn Linz-Gmunden im Norden durch die Beckenlandschaft. Seit 1872 verlaufen die Bahnstrecken Linz–Gaisbach-Wartberg und St. Valentin–České Budějovice (Summerauer Bahn) von der Haltestelle Lungitz bis zur Haltestelle Schloss Haus quer durch das Becken.
Die Mühlkreis Autobahn (A 7) und die Prager Straße (B 125) sind die Hauptdurchzugsstraßen in diesem Becken, die am nördlichen Rand verlaufen.